# Липнику
Липнику (эст. Lipniku) — деревня в волости Алутагузе уезда Ида-Вирумаа, Эстония. До 2017 года входила в состав ныне упразднённой волости Ийзаку.

## География
Деревня находится в южной части уезда, в пределах низменности Алутагузе, при автодороге 3 (E 264), на расстоянии примерно 26 километров (по прямой) к юго-юго-западу (SSW) от посёлка Йыхви, административного центра уезда. Абсолютная высота — 55 метров над уровнем моря.
Климат деревни характеризуется как переходный от умеренно-морского к умеренно континентальному (Dfb в классификации климатов Кёппена).

## Население
По данным переписи населения 2011 года, в деревне проживало 12 человек (7 мужчин и 5 женщин), из которых эстонцы составляли 100 %.
Население деревни по возрастному диапазону распределилось следующим образом: 25 % — жители младше 18 лет, 66,7 % — между 18 и 65 годами и 8,3 % — в возрасте старше 65 лет.